# Csaholyi család
A Csáholyi (Csáholy-monostori) vagy Csaholyi család Szatmár vármegye régi, híres, mára már kihalt családja. Nevét az oklevelek Chaholynak írták. A település Szatmár vármegyében, az Ecsedi-láp nyugati szélén levő dombon épült. Szirmay szerint a település négy részre (Magyar-Csáholy, Oláh-Csáholy, Középső-Csáholy és Monostoros-Csáholy) volt felosztva, azonban Magyar-, Oláh-, és Középső-Csáholyon valószínűleg a Szilágy megyei Csaholy településeket kell érteni, melyek ugyancsak a Csaholyi család birtokai voltak. Monostoroscsaholy, a mai Nyírcsaholy, mely a Csaholyi család ősi fészke volt, feküdt az Ecsedi-láp mellett.
A Csaholyi család e Csaholyról vette nevét, itt épült fel ősi monostoruk is, ezért nevezték a település e részét Monostoros-Csaholynak. Itt volt a család ősi fészke. Régi kastélyukat a településsel együtt Basta pusztította el 1605-ben, ezután Csaholy sokáig puszta hely volt. Ma falu, Mátészalka déli szomszédjában, Nyírcsaholy néven.
A Csaholyi (Csáholyi) család a Káta nemzetségből (de genere Kaatha) származik. Első ismert tagja Ponith, kinek fia, Ábrahám (Ábrám) 1277-ben élt. Fennmaradt végrendeletében meghagyta, hogy azon esetre, ha neje előbb halna meg, annak hitbér és hozomány fejében Chaholt, Scekét (Csekét?) Arutlonhydat vámjával, Kenemet tartozékaival hagyományozza. Ponit ispánnak (comes), a család első ismert tagjának két fia volt: Ábrahám (1277) és Jakab (1286).
Ábrahám 1281-ben már nem élt, mert özvegye, aki Gothard ispán lánya volt, és tőle született fia Péter a Receh és Kostatum nevű földek adománylevelét IV. László királlyal átíratták. 1286-ban Jakab nevű fia, mikor tőle Pál tárnokmester el akarta foglalni Csehi helységet, annak fejét vette. E nemzedékkel élt egy korban Miklós, Olivér fia, aki királyi főpohárnokmester, és Szatmár vármegye főispánja volt.
1335-ben – Károly Róbert király oklevele szerint – Ábrahám fia, I. Péter átvette Thunungh (Tunyog, ma Tunyogmatolcs) helység felét rokonától, Thununghy (Tunyogi) Gergelytől.
1381-ben I. Jánost (1343), aki Péter fia volt, nagynak is nevezték (dictus magnus) az oklevelek szerint. I. Jánosnak két fia volt: I. Sebestyén (1367) és II. János (1381).
Sebestyén fiai: Dienes, I. István (1410) és I. György (1381) elcserélik Abahazát Rudolf (későbbi neve: Recsege) helységért. Sebestyén fiai közül I. Istvánnak három fia volt: I. Pál, II. János, I. László, kiknél a család három ágra oszlott:
I. Pál fia, Imre, kinek neje Palóci Simon leánya, Palóci Kata volt, tőle született egy fia II. Imre és két lánya, Zsófia (férje Telkes István) és Orsolya (férje vinnai Eödönffy János), kitől leányágon az Izdenczy, Dienes, Soós, Bodor, Sövényházy stb. családok és ezeknek utódaik származtak le.
II. Imre (1527, neje: Ráskay Krisztina), I. Imre fia Szapolyai pártján állott, ő is egyike volt azoknak, kik 1526-ban a tokaji gyűlésben részt vettek. Később I. Ferdinánd híve lett, amiért 1545-ben a Szapolyaiak minden vagyonától megfosztották. Zemplin vármegyébe, a czékei kastélyba vonult vissza anyjával együtt. Perényi Gábor ott is  ostromolta, azonban Csarnahónál táborozó katonái szétszélesztették Perényi hadait.
II. Imrének fiúgyermeke nem született, ága kihalt. Leányai: Anna, először Sulyok Ferenc, majd Melith György felesége, és Katalin, aki radochi Petrichevich (Horváth) Miklóshoz ment férjhez. Ők fiúsítás révén váltak a csaholyi uradalom birtokosaivá.
1427-ben I. István fiai közül I. László (1427, neje: nagymihályi Jakófi Margit) testvérével, II. Jánossal eszközöltette Csaholy határjárását.
I. Lászlónak hat gyermeke született, de unokáikban a család ez ága kihalt. Ezek közül I. Ferenc (II. György fia) 1498-ban csanádi püspök volt, elesett a mohácsi ütközetben 1526-ban.
I. István három fia közül II. János ága virágzott a legtovább: 1429-ben II. János Luxemburgi Zsigmond udvari híve, testvérével I. Lászlóval együtt.
Birtokaikra Zsigmond királytól új királyi adományt nyertek Bosnyákországbeli katonáskodásuk, török rabságuk elszenvedése miatt az alábbi településekre: Panyt, Felsew-Chahol, Orothlan-Cahol, Keene, Magyar-Chahol, Bajon, Sewlche, Kopazvara, Eulymezew, Marawara, Chyzer, Monostor-Chahol (Nyírcsaholy), Zent-Miklós, Gere, Bechk, Thuzokus, Tharkan, Megyer, Megyes (Nyírmeggyes), Jarmi, Parazna (Nyírparasznya), Thorcztelke, Wassan, Thylk, Bochar, Ders, Remetezeg, Zalka (Mátészalka), Erdew-Zada, Elek, Sándor, Remethzek, Hydas-Kochord (Kocsord), Thunyog (Tunyogmatolcs), Gergtelke, Badorfelde, Saly (Szamossályi), Angyalos (Szamosangyalos), Izgeyb, Chenger-Jánosy (Csenger), Thybatelke, Koztoton, Cheger, Senye (Sényő), Lukos, Rechege, Hozwtelek, Chegyes (másképpen Sonkád), Komlowd (Komlódtótfalu), Doubos, Zarazbereg (Szárazberek), Both-Palagya (Botpalád), Sonkád és Magiar-Ligeth, Szatmár és Középszolnok vármegyékben.
II. János gyermeke: I. Miklós. Fia, Boldizsár jászói prépost volt.
Bertalan 1505-ben Szatmár követe volt a rákosi országgyűlésen.
II. Miklós fia Péter, kinek egy lánya, Anna született, ennek férje Tárdi Máté deák (litteratus) volt, és egy fia III. Ferenc (neje: Károlyi Fruzsina), gyermekük nem született, családja nevét, mint utolsó férfi tagja 1569-ben sírba vitte.
II. Péternek fiától, II. Ferenctől unokája, Gáspár Ragúzába vándorolt ki.
1497-ben a Csaholyi család tagjai közül ismertek voltak még Anna és Adviga, Pál és János fiának leányai; valamint Veronika (Dobó Domokosné); 1499-ben Borbála (Perényi Miklósné), Lucza (Máriássy Istvánné), Kata (Túnyoghy Imréné), valószínűen I. Pál leányai. 1517-ben Ilona, malomvízi Kenderes János neje.

## Az eddig ismert családfa
Csáholyi I. János, Szolnoki alispán (*1343)
- A1 I. Sebestyén, (1357-1371)
  - B1 Dénes, (1362-1388); neje: Batthyány Anna
  - B2 I. István, (1362-1394)
    - C1 I. Pál, (1458-1473); neje Orsolya ?
      - D1 Anna; férje: Tárkányi Miklós
      - D2 Imre; neje: Pálóci Katalin
        - E1 II. Imre; neje: Ráskay Krisztina
          - F1 Anna; 1. férje: lecskei Sulyok Ferenc, 2.férje: brebiri Melith György báró
          - F2 Katalin; férje: radochi Petrichevich Horváth Miklós

        - E2 Zsófia; férje: Telkes István
        - E3 Orsolya; férje: nagymihályi Eödönffy Bernát[1] vagy vinnai Eödönffy János

      - D3 Margit

    - C2 I. László (*1427), neje: nagymihályi Jakófi Margit
      - D1 György
        - E1 Ferenc neje: gordovai Fánchy Erzsébet
          - F1 György
          - F2 László
          - F3 Gáspár, neje: Mililla ?
            - G1 József, (1558-1579)
            - G2 Jakab
            - G3 Maricza; férje: Rados ?
            - G4 Vida

          - F4 Adviga; férje: Zoltán István

        - E2 Anna; férje: Vértesy Gergely
        - E3 András
        - E4 I. Miklós, Szatmári alispán; neje: Zoltán Magdolna

      - D2 Sebestyén
      - D3 Margit; férje: Buthkai András
      - D4 András, neje: ecsedi Báthori Veronika

    - C3 III. János, Krasznai főispán, 1.neje: Debreceni Zsófia; 2.neje: Kusaly Jakcs Ilona
      - D1 János
        - E1 Miklós
        - E2 Orsolya; férje: Buthkay Keszeg Mihály

      - D2 Mihály
      - D3 Bertalan, neje: Bánffy Anna
      - D4 II. Miklós, neje: Magdolna ?
        - E1 János
        - E2 Péter; neje: Károlyi Katalin
          - F1 Ferenc, neje: Károlyi Fruzsina
            - G1 György

          - F2 Anna, 1.férje: Tárdi Máté

        - E3 Lukács
          - F1 János
            - G1 Anna; férje: Nagymihályi János

          - F2 Péter
          - F3 Farkas
          - F4 Menyhért

      - D5 István
      - D6 Zsófia
      - D7 László
      - D8 Péter, (1485-1497) neje: Álmosdi Chyre Hedvig
        - E1 Anna; férje: Ruszkai Dobó Ferenc
        - E2 Ferenc, neje: Széchy Anna

      - D9 Erzsébet

    - C4 Mátyás
      - D1 István
        - E1 János
        - E2 László

    - C5 György
    - C6 Miklós
      - D1 Boldizsár jászói prépost neje: Losonczy-Bánffy Anna
        - E1 Farkas
          - F1 Boldizsár
          - F2 Miklós, neje: Magdolna ?

        - E2 Ferenc
        - E3 Veronika; (*1497) férje: Dobó Domokos
        - E4 Borbála; (*1499) férje: Perényi Miklós
        - E5 Luciavagy Lucza; férje: Máriássy István
        - E6 Katalin; férje: Tunyogi Imre

    - C7 Ilona; (*1517) férje: Malomvízi-Kendeffy András
    - C8 Gáspár, (+Eger, 1514. november 13.)
    - C9 Ferenc, (+Mohács, 1526. augusztus 29.)

  - B3 I. György, (1362-1388)
- A2 Péter,(1351-1358)
  - B1 László, (1367-1371)
  - B2 Klára; férje: Czudar Péter
- A3 II. János (*1381)